# Термоскоп

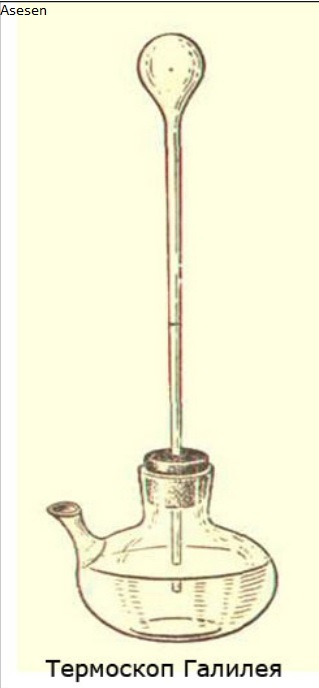

Термоскоп (грец. θέρμη [термо] «тепло» + σκοπέω [скопео] «дивлюся») — пристрій, який показує зміни температури, попередник сучасних термометрів. Типова конструкція термоскопа являє собою трубку, в якій рідина піднімається і опускається при зміні температури. На початку XVIII століття був оснащений шкалою, наближеною до вигляду сучасних термометрів.

## Функції
Існують думки, що перший термоскоп сконструював італійський фізик Галілео Галілей приблизно в 1592—1600 роках. У той період за часів Галілея вже використовувалися пристрої, засновані на використанні розширення тіл від тепла і тиску, вони застосовувалися як в медицині, так і для спорудження фонтанів. Сам принцип дії термоскопа був відомий ще в Стародавній Греції, там застосовували поняття гарячого та холодного, проводили нескладні експерименти, які можна розглядати в ретроспективі як основи термометрії, про нього згадував, зокрема, Емпедокл у своїй книзі «Про природу» в 460 р. до н. е.
Великі термоскопи, розміщені на відкритому повітрі, створювали ілюзію роботи «вічного двигуна».
Робота Галілея з термоскопом привела його до розробки атомістичної концепції теплових процесів, опублікованої в книзі «Saggiator» в 1623 році.

## Будова
Пристрій було сконструйовано за допомогою невеликого глечика, наповненого водою, де був вертикально вставлений один кінець порожнистої циліндричної скляної палички, прикріпленої до великого скляного флакона у верхній частині. Зміни температури повітря, що містилися в цій ампулі, чинили або позитивний тиск, або всмоктувальний ефект на товщу води, розташовану внизу, змушуючи її знижуватися або підніматися відповідно.
Великі зовнішні термоскопи, здавалося, демонстрували вічний рух води, яку вони містили, з цієї причини їх іноді називали «вічний двигун».

## Принцип роботи
Прилад Галілея був дуже простим. Він складався зі скляної трубки, до кінця якої була припаяна скляна кулька. Трохи підігрівши кульку, вільний кінець трубки Галілей опускав в посудину з водою. Коли повітря в кульці охолоджувалося, тиск повітря в ній ставав менший, і вода під впливом атмосферного тиску піднімалася вгору по трубці. І в залежності від того, на яку висоту піднімалася вода, можна було визначити температуру. Цей прилад назвали термоскопом. Звичайно, він теж показував дуже приблизні значення температури. Крім того, його показники залежали від величини атмосферного тиску.
За допомогою цього приладу можна було отримати лише приблизні дані, оскільки спочатку він не мав еталонної шкали, яка дозволяла б оцінити коливання температур.

## Подальша історія
Друг Галілея, лікар з Падуї Санторіо, в своїй праці «Коментар до лікарського мистецтва Галена», описав схему пристрою ртутного термометра, яка була видана в 1612 році. Незабаром після цього, в 1617 році, схему термометра описав астроном і математик Джузеппе Бьянкані. Термометри того часу не могли бути використані для кількісного виміру температури, тому використовували властивість повітря розширюватися або стискатися при зміні температури, переміщаючи стовп води.
Подальше вдосконалення пристрою термометра належить німецькому вченому Отто фон Геріке (1602—1686). За пропозицією Фердинандо II Медічі, великого герцога Тосканського, фон Геріке став використовувати в термометрах замість повітря забарвлений спирт.
За деякими даними, товариш Галілея венеціанський математик Франческо Сагредо додав в термоскоп перший варіант шкали, і дав йому медичне застосування, мабуть, те саме зробив в Англії фізик Роберт Фладд в 1638 році. У 1701 році данський фізик і астроном Оле Ремер додав в термоскоп температурну шкалу, яка стала прообразом шкали Фаренгейта, який відвідував Ремера в 1708 році.
У 1714 році Габріель Фаренгейт створив перший на основі ртуті термометр, з 180-градусною шкалою між температурою танення льоду (32°) і температурою кипіння води (212°). Через кілька років Андерс Цельсій запропонує свою шкалу, яка встановила різницю між 0 і 100 градусами.